# 西境町 (刈谷市)
西境町（にしざかいちょう）は、愛知県刈谷市の町名。2019年5月1日時点の人口は1,837人。郵便番号は448-0006。

## 地理
刈谷市の北部に位置している。北や西は境川を境に豊明市と、東は井ケ谷町と、南は発杭川を境に東境町や今川町と接している。西境町の北部を愛知県道239号岡崎豊明線が横断している。愛知県道239号に沿って古くからの集落が形成されており、その南側には農地が広がっているが、さらに南側には新しい住宅地が形成されている。2003年（平成15年）には農地を横断するように伊勢湾岸自動車道が建設された。

## 歴史
近世には碧海郡西境村だったが、1889年（明治22年）には町村制を施行し、東境村や井ケ谷村が合併して境村の一部となった。1906年（明治39年）には富士松村の一部となり、1955年（昭和30年）には刈谷市の一部となった。
1989年（平成元年）時点の世帯数は725、人口は2,399だった。

## 施設
- 酒井神社 - 村社[3]。境内の北側を鎌倉街道が通っていた[4]。徳川家の重臣である酒井氏発祥の地とする説がある[4]。
- 長善寺 - 浄土宗西山禅林寺派の寺院[3]。延享2年（1745年）に現在地に移転[4]。
- 永福寺 - 曹洞宗の寺院[3]。文亀2年（1502年）創建とされる[4]。池大雅が書いた木額は刈谷市指定文化財[4]。
- 観音寺 - 曹洞宗の寺院[3]。創建年は不明[4]。1886年（明治19年）頃に境学校が置かれた[4]。池大雅が書いた木額は刈谷市指定文化財[4]。
- 西境児童遊園 - 1979年（昭和54年）開設[5]。1,506平方メートル。
- 西境中央児童遊園 - 1987年（昭和62年）開設[5]。1,167平方メートル。
- 後口児童遊園 - 1985年（昭和60年）開設[5]。492平方メートル。
- 菖蒲池遊園 - 1992年（平成4年）開設[5]。582平方メートル。
- 水の館「アクアルームかりや」 - 浄水管理事務所[3][6]。
- 刈谷市営西境住宅 - 1964年度（昭和39年度）-1968年度（43年度）建設。
- 敷島製パン刈谷工場 - 1962年（昭和37年）操業開始[7]。2018年（平成30年）にはパン業界で初めて事業所内保育施設を整備[8]。